# Biserica de lemn din Spermezeu

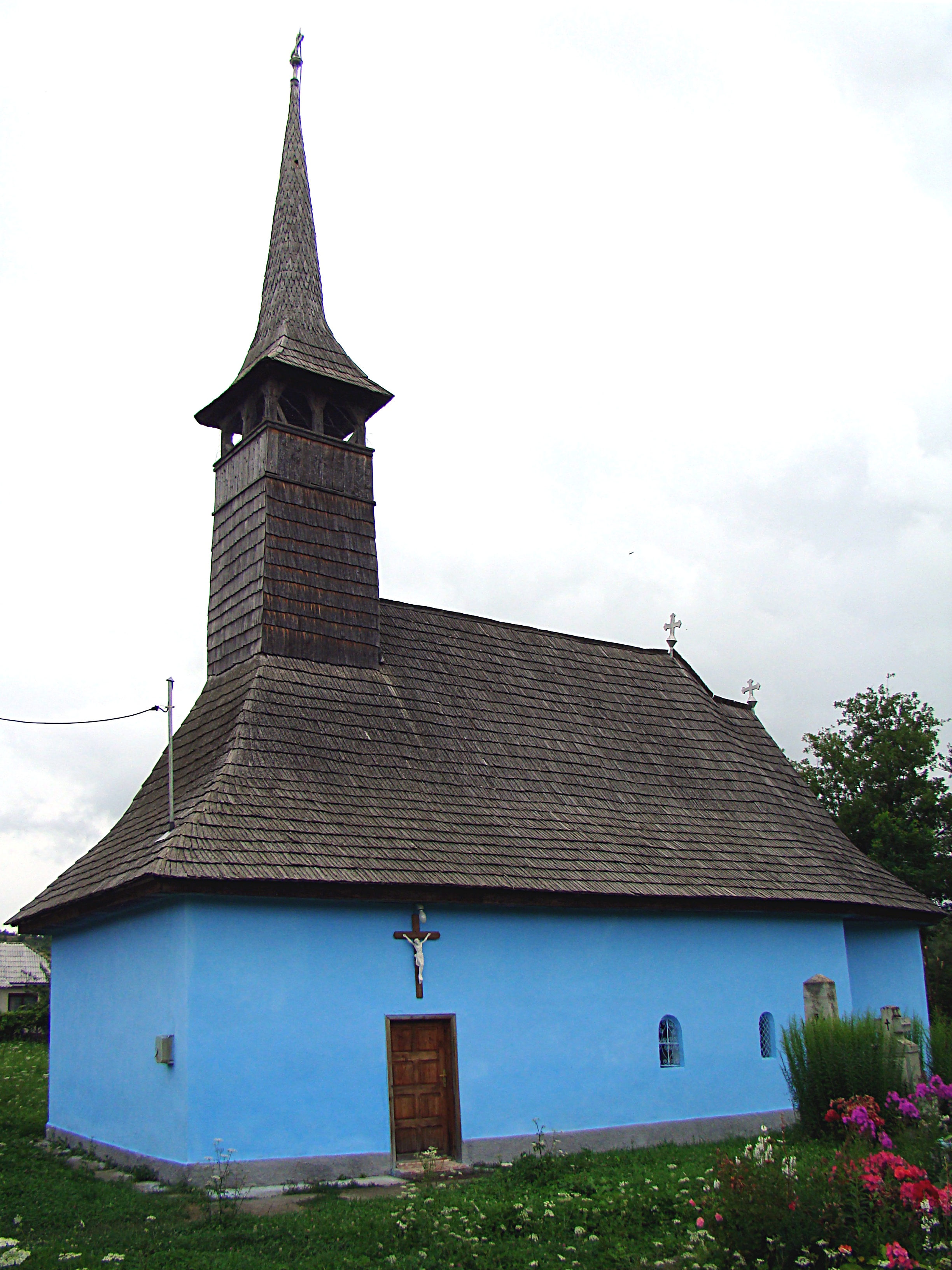
Biserica greco-catolică „Naşterea Fecioarei Maria” din Spermezeu, comuna Spermezeu, județul Bistrița-Năsăud, foto: iulie 2009.

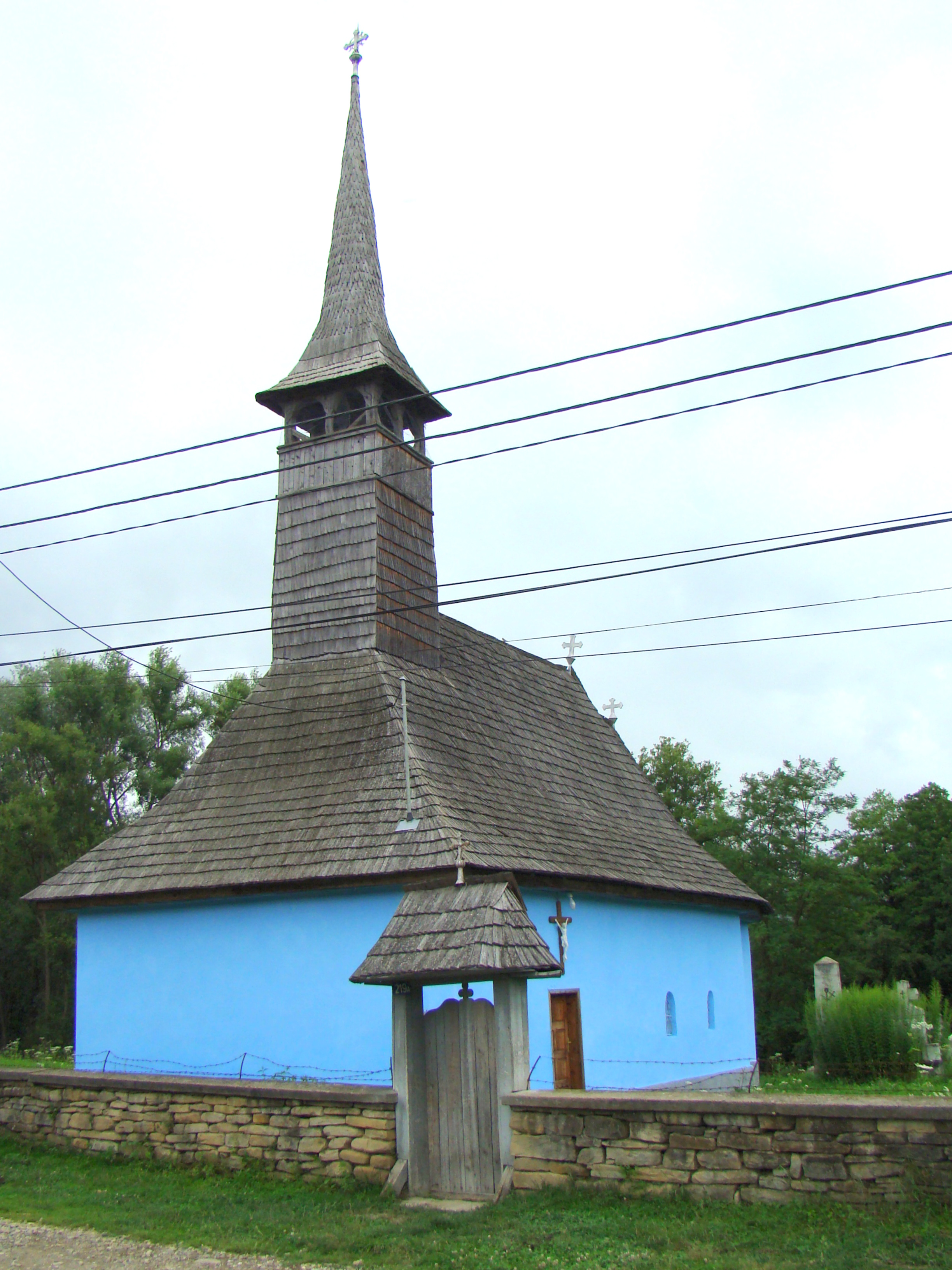

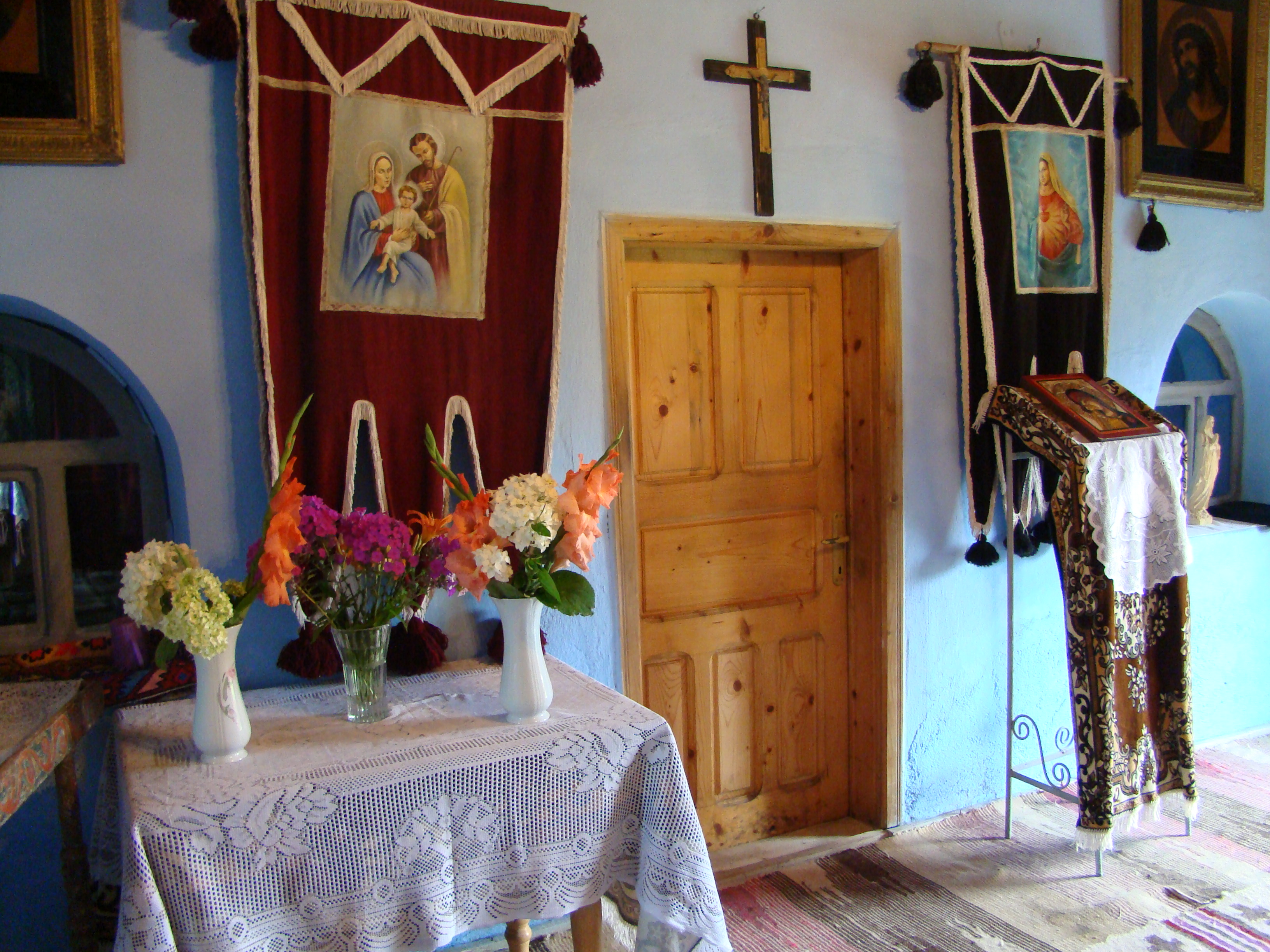

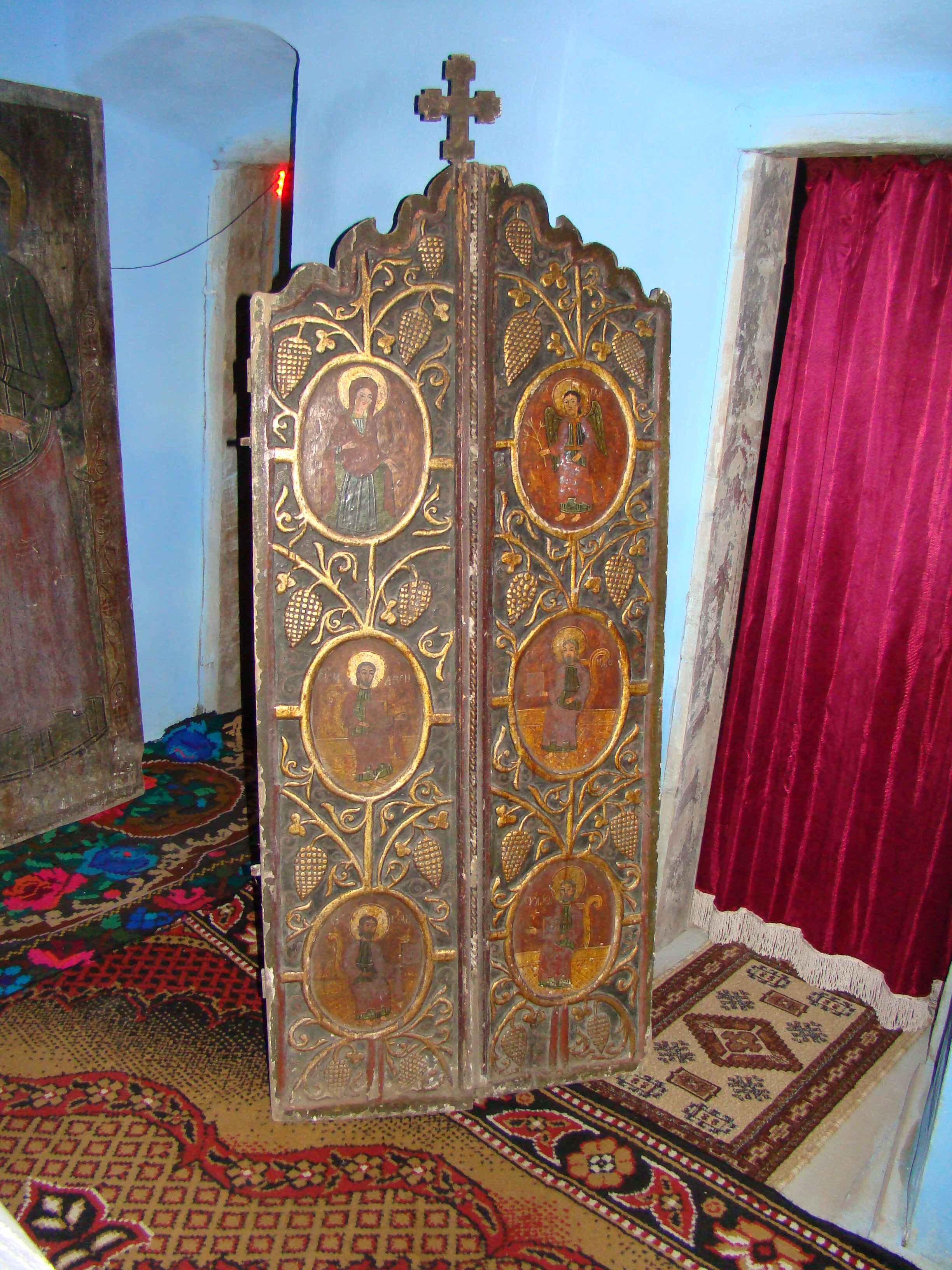

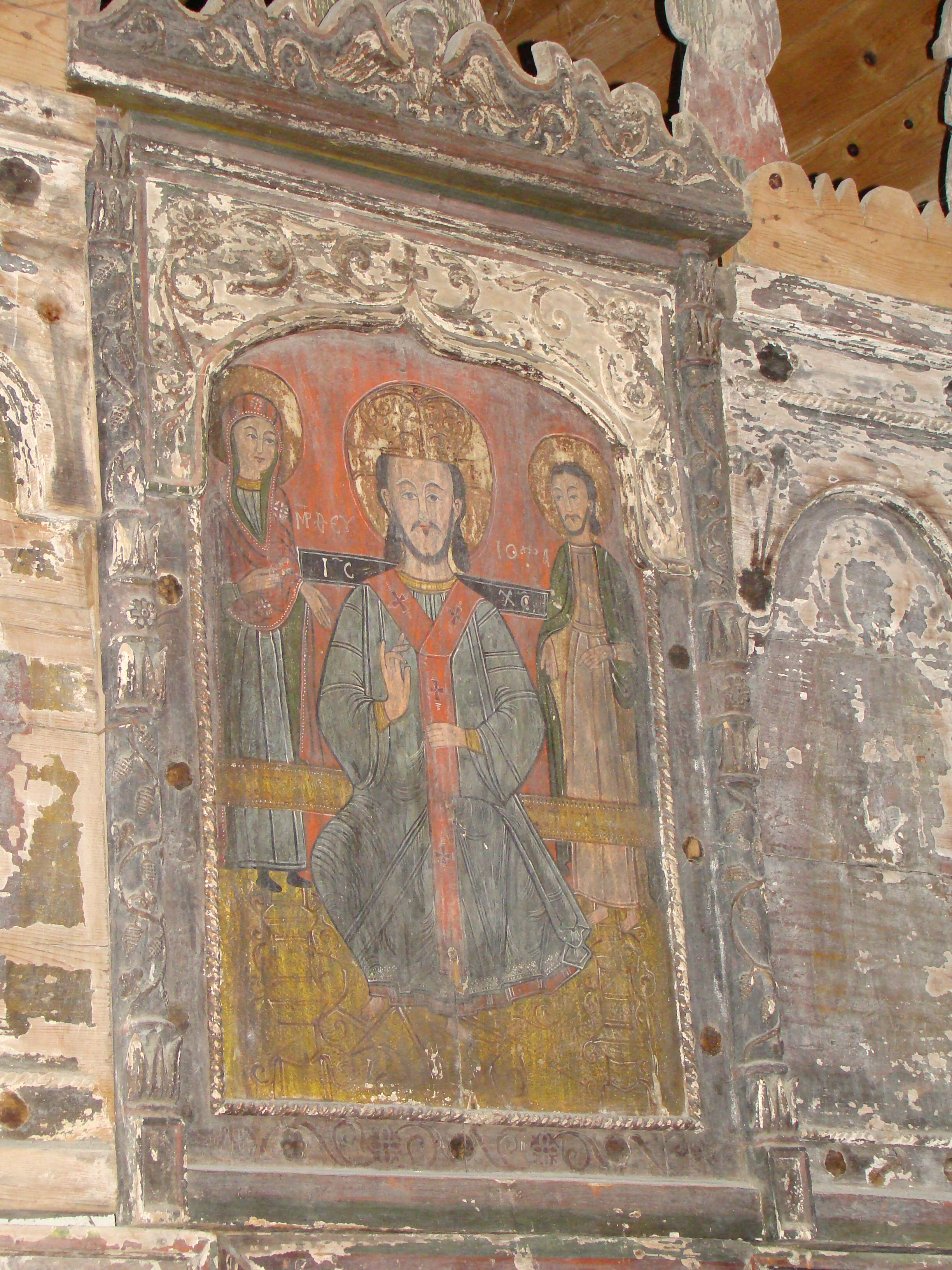

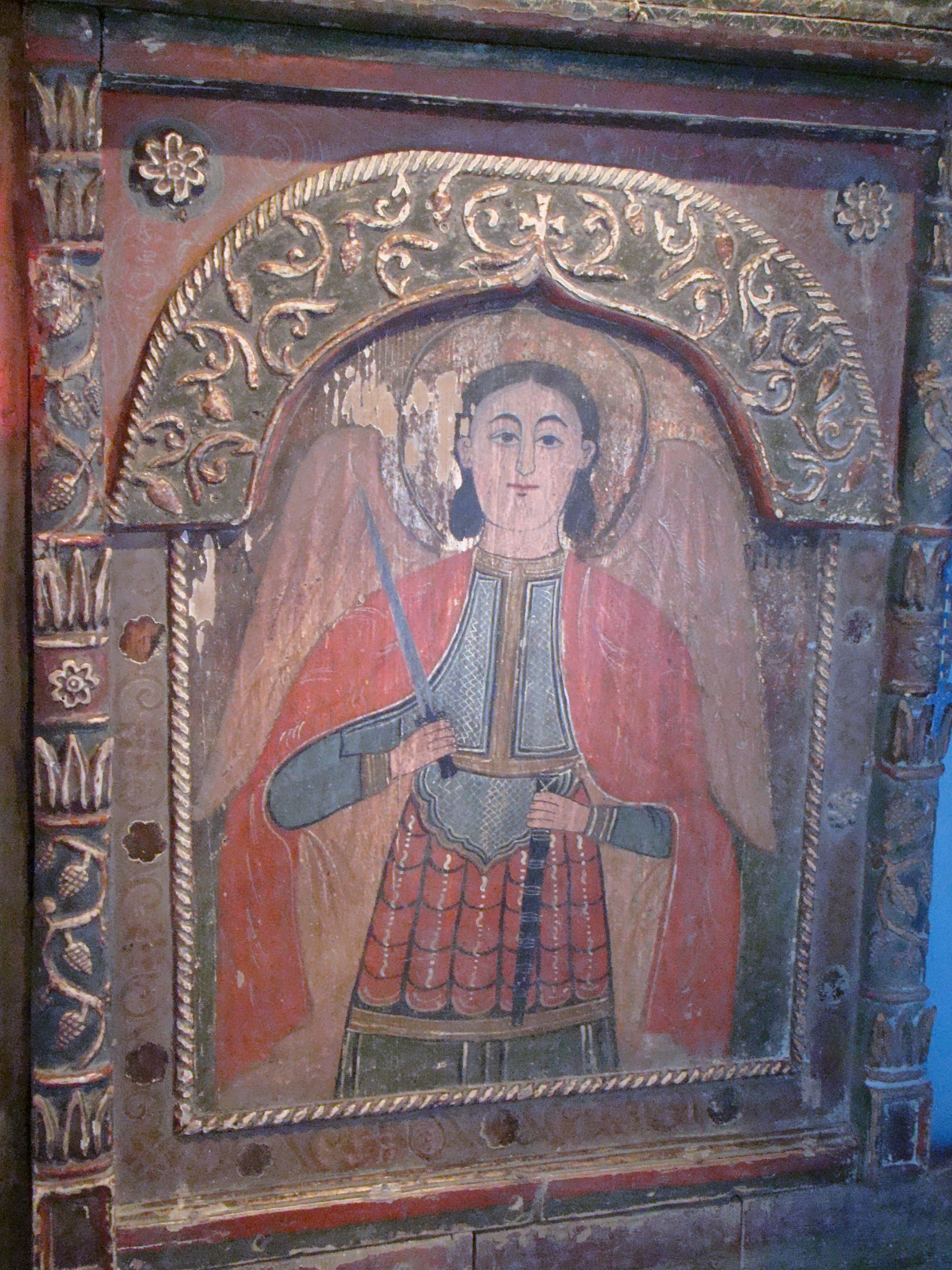

Biserica „Nașterea Fecioarei Maria” din Spermezeu, comuna Spermezeu, județul Bistrița-Năsăud datează din anul 1712. Lăcașul aparține Bisericii Române Unite cu Roma și figurează pe lista monumentelor istorice sub cod LMI BN-II-m-A-01704.

## Istoric și trăsături
Localitatea Spermezeu este situată pe valea Țibleșului. Biserica cu hramul „Nașterea Fecioarei Maria” are un plan compus dintr-un pronaos dreptunghiular, cu ușa de intrare pe latura sudică, despărțit de naos printr-un perete plin, având în centru o ușă și câte o deschidere semicirculară de ambele laturi. Între naosul dreptunghiular și absida altarului se află tâmpla de zid, cu cele trei intrări. Absida este decroșată și se compune din doi pereți paraleli, uniți printr-un al treilea perete semicircular.
Pronaosul este tăvănit, naosul este acoperit de o boltă semicilindrică, iar acoperișul exterior este realizat din șindrilă, înalt, treptat în dreptul absidei altarului și cu un turn deasupra pronaosului. Turnul de lemn, pe bază pătrată, are o galerie cu câte două arcade pe fiecare latură și un coif ascuțit, proporționat cu restul clădirii.
Iconostasul, unul dintre cele mai frumoase din regiune, se remarcă prin armonia cromatică deosebit de echilibrată, prin finețea detaliilor de pictură, prin bogăția elementelor decorative sculptate: lalele, vrejuri de viță de vie, rozete, funie răsucită, volute.

## Imagini din interior

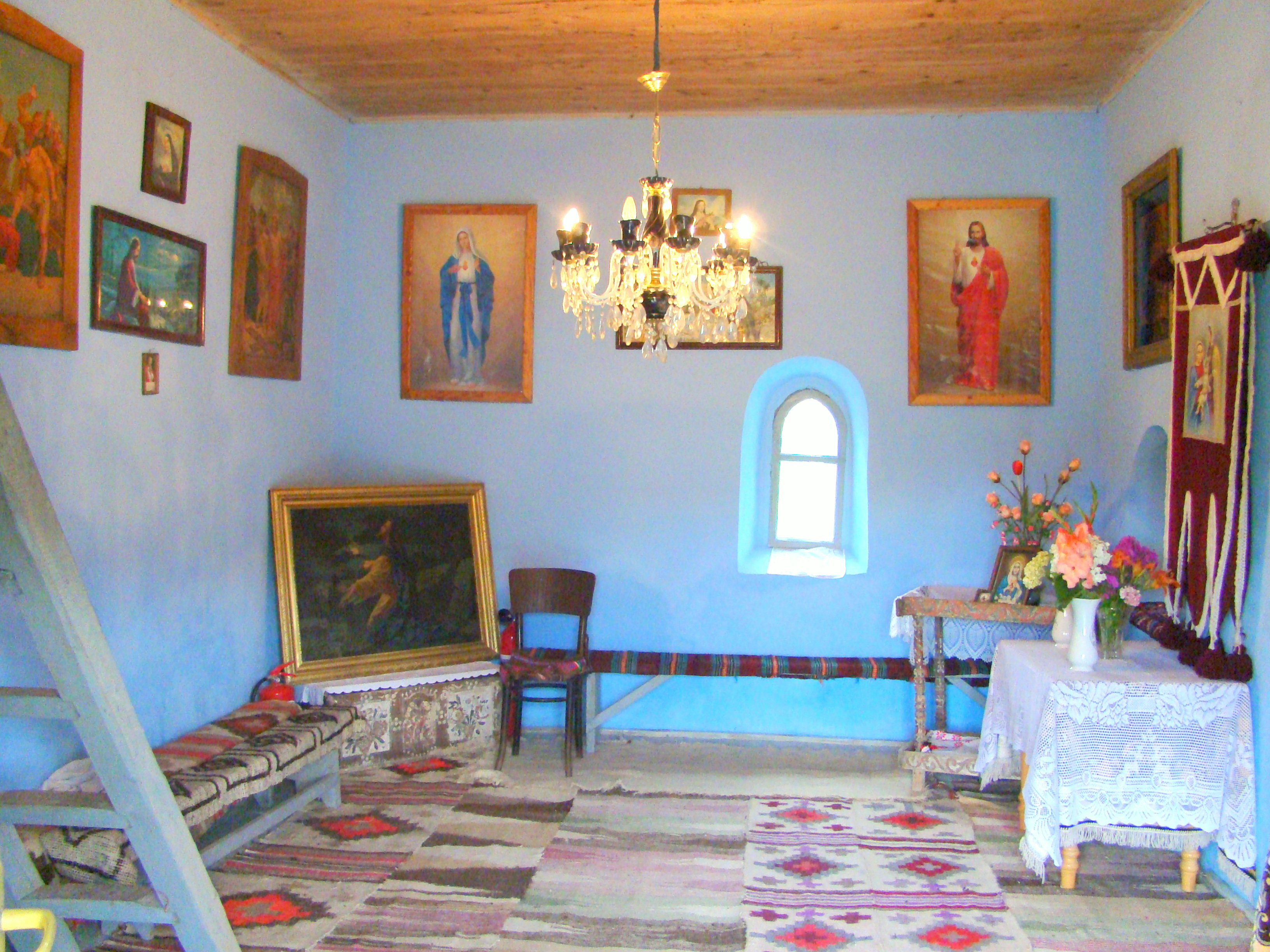
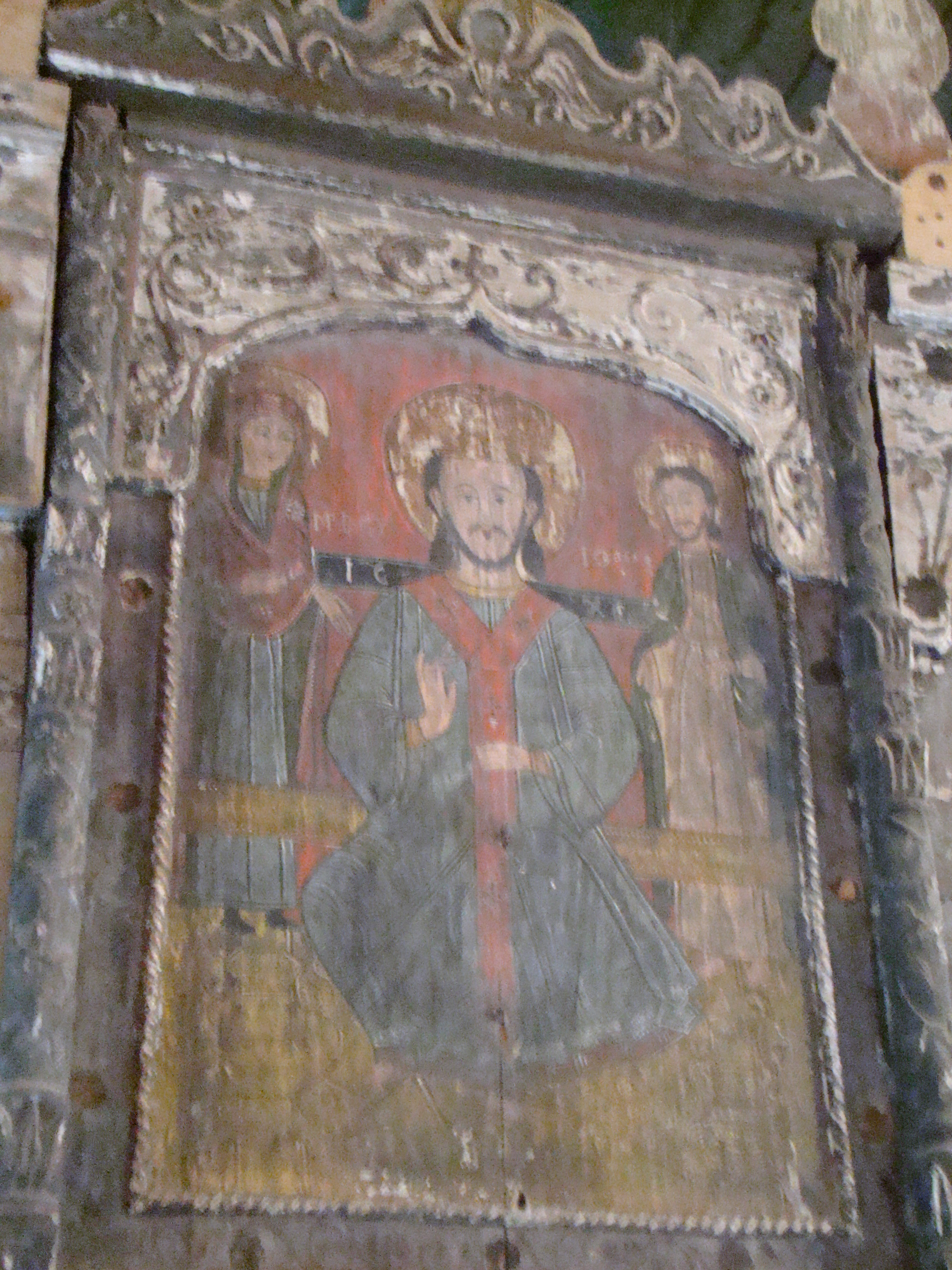
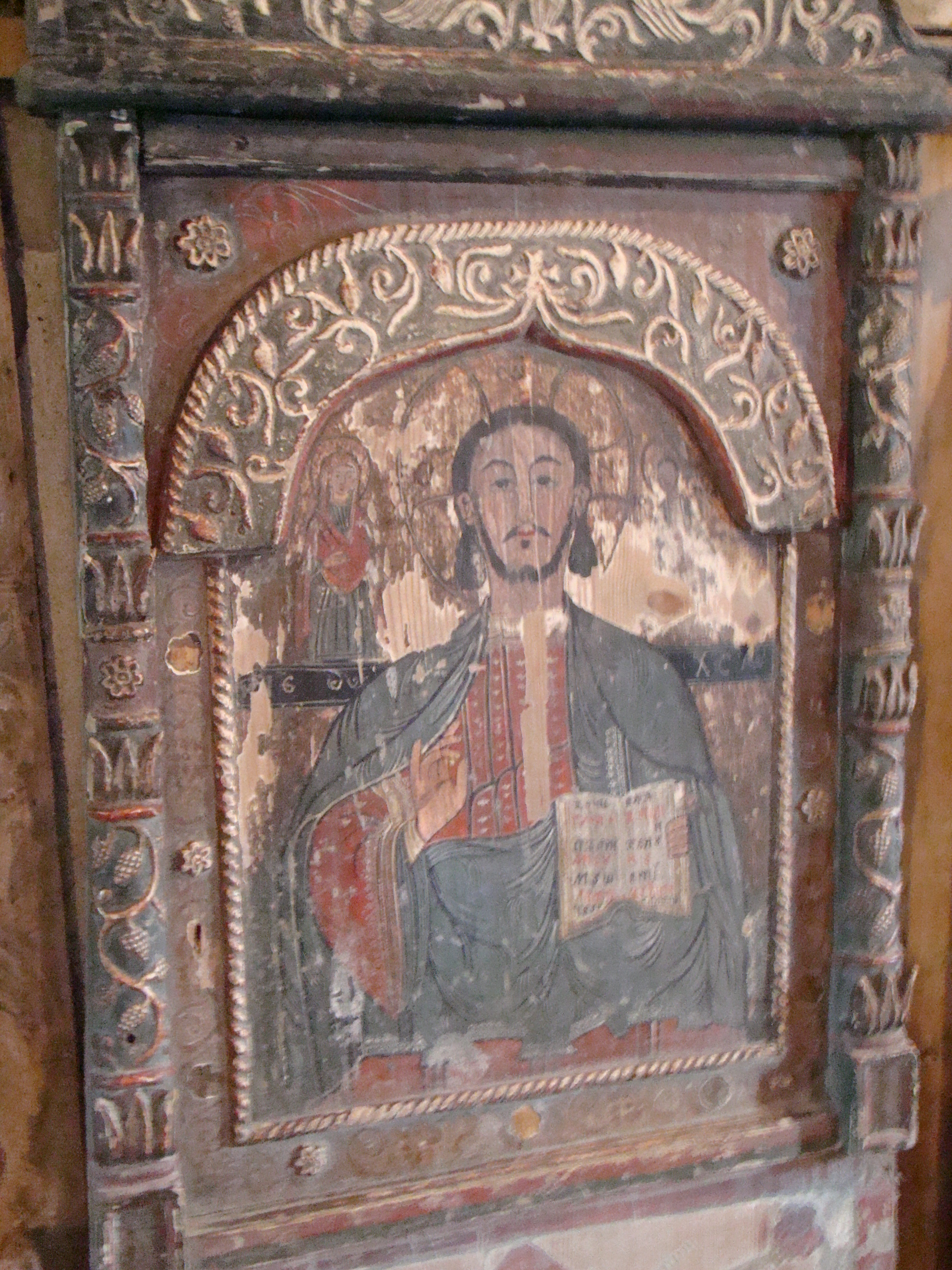
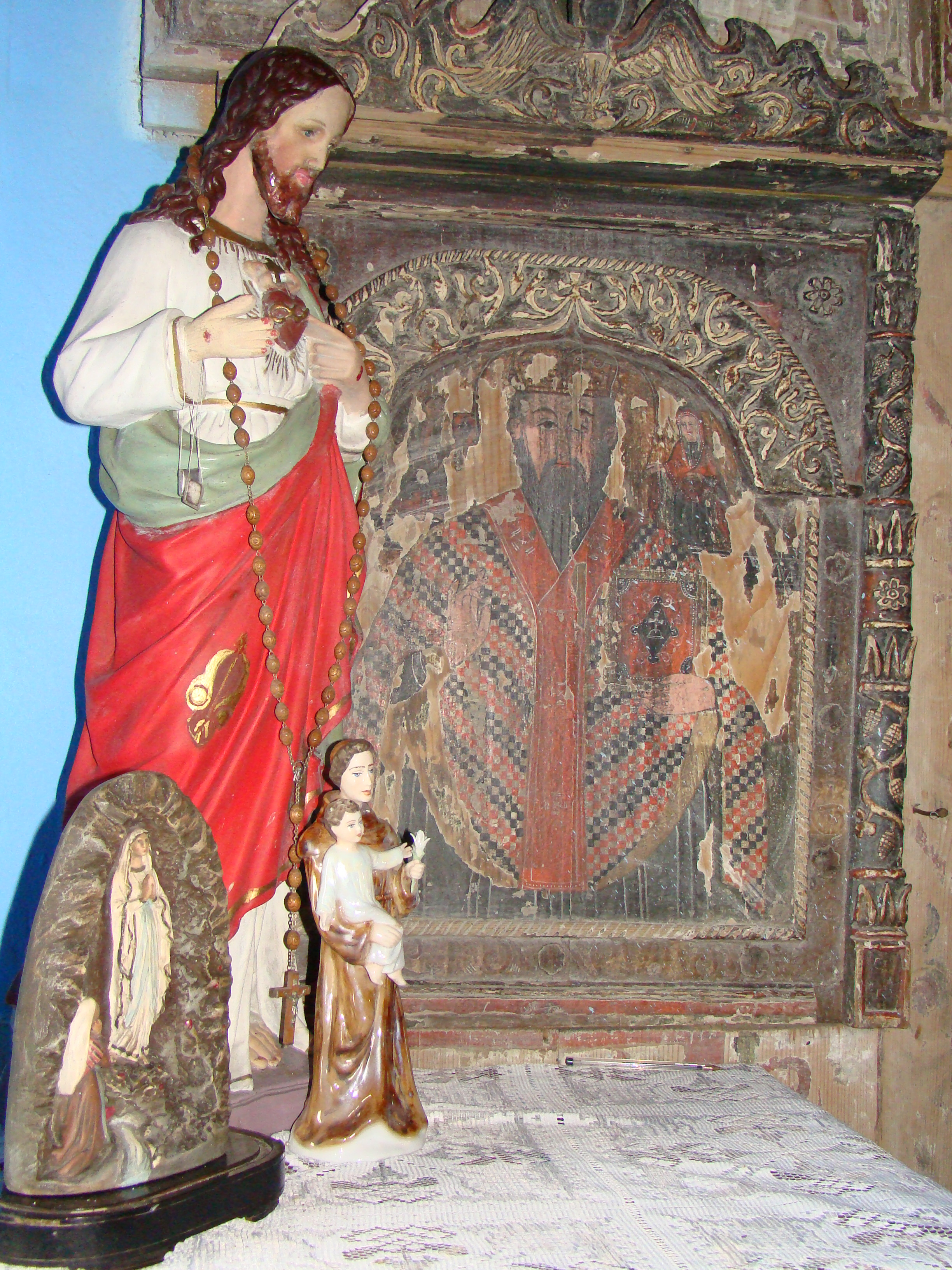
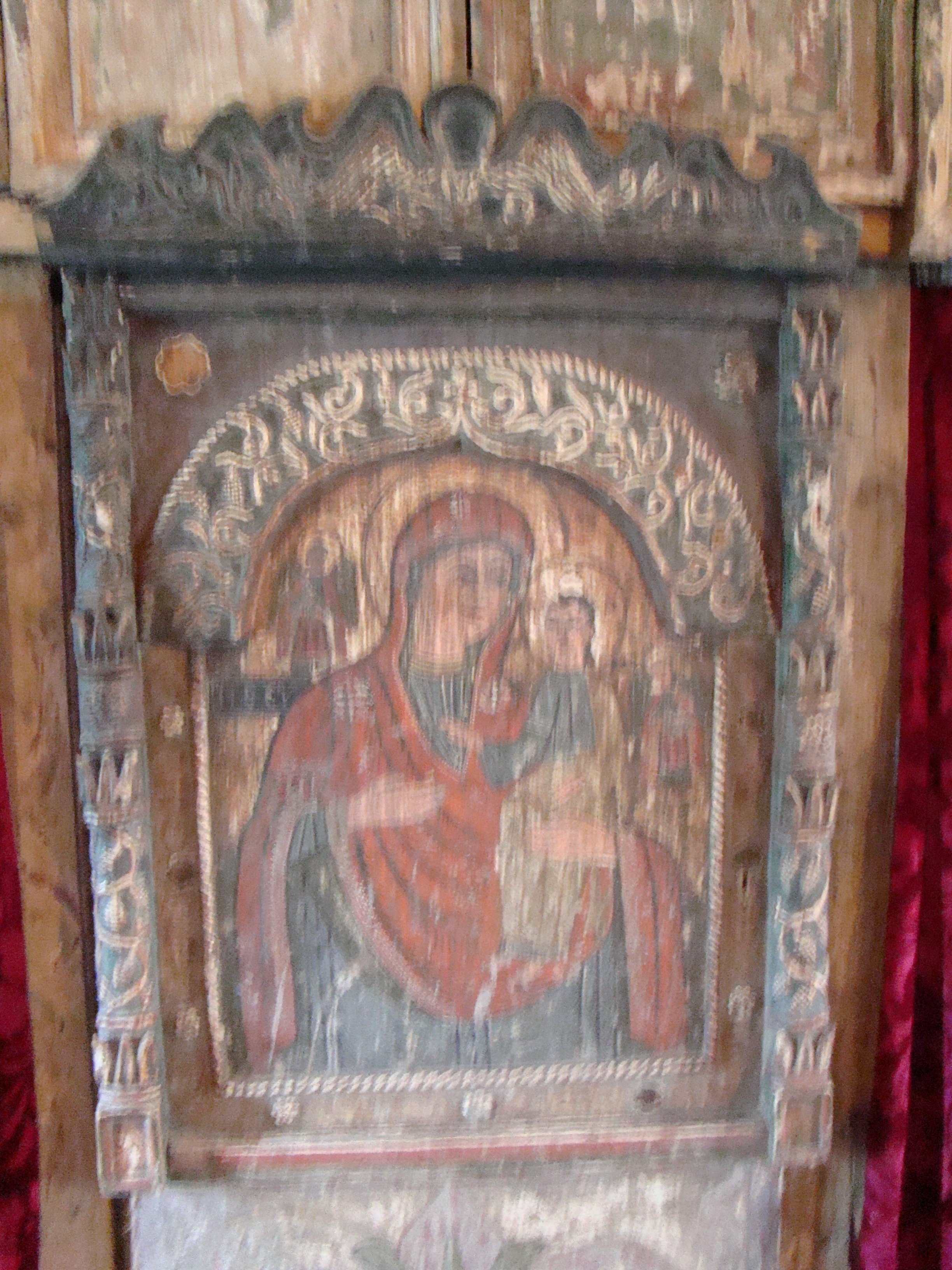
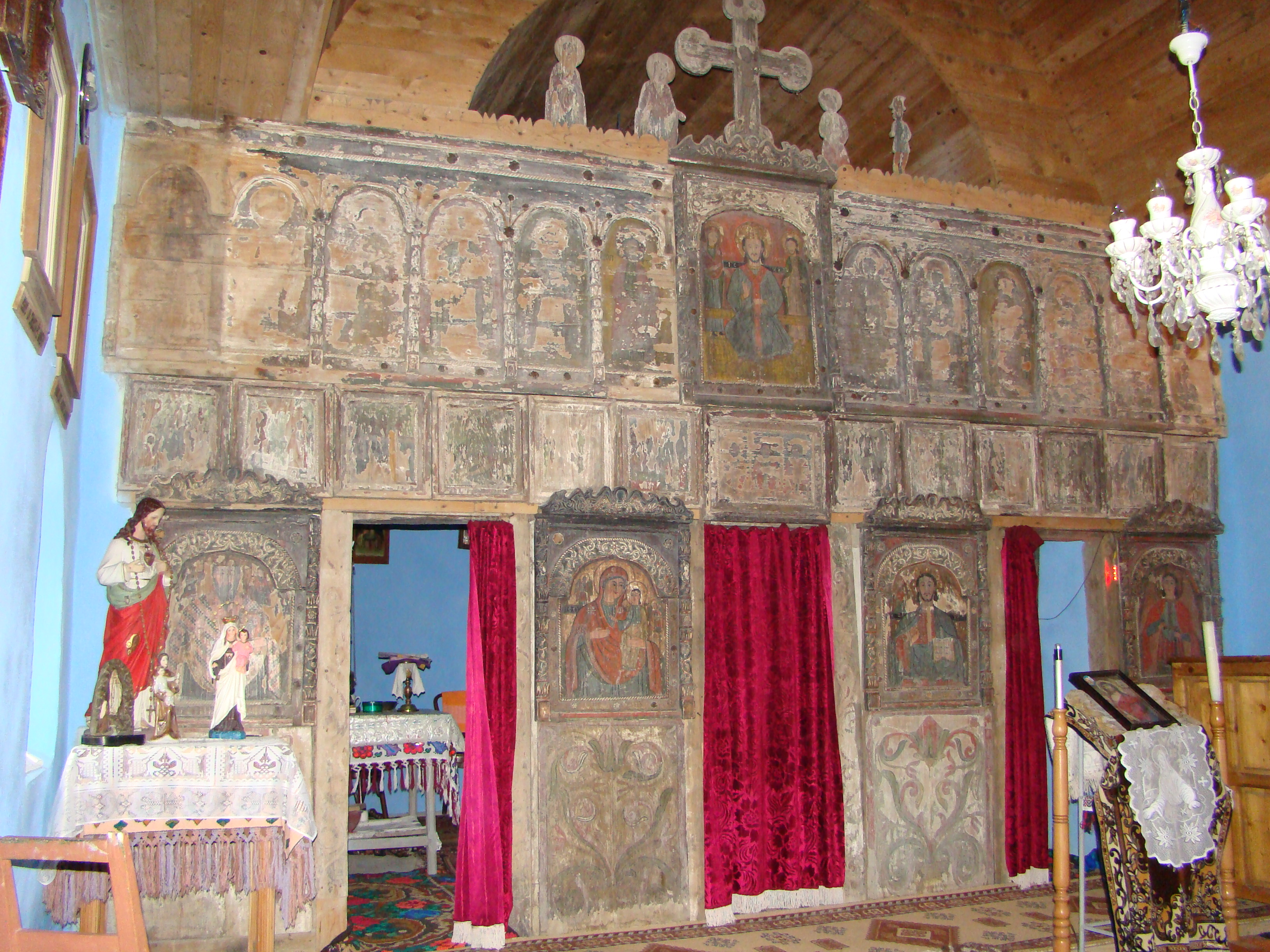
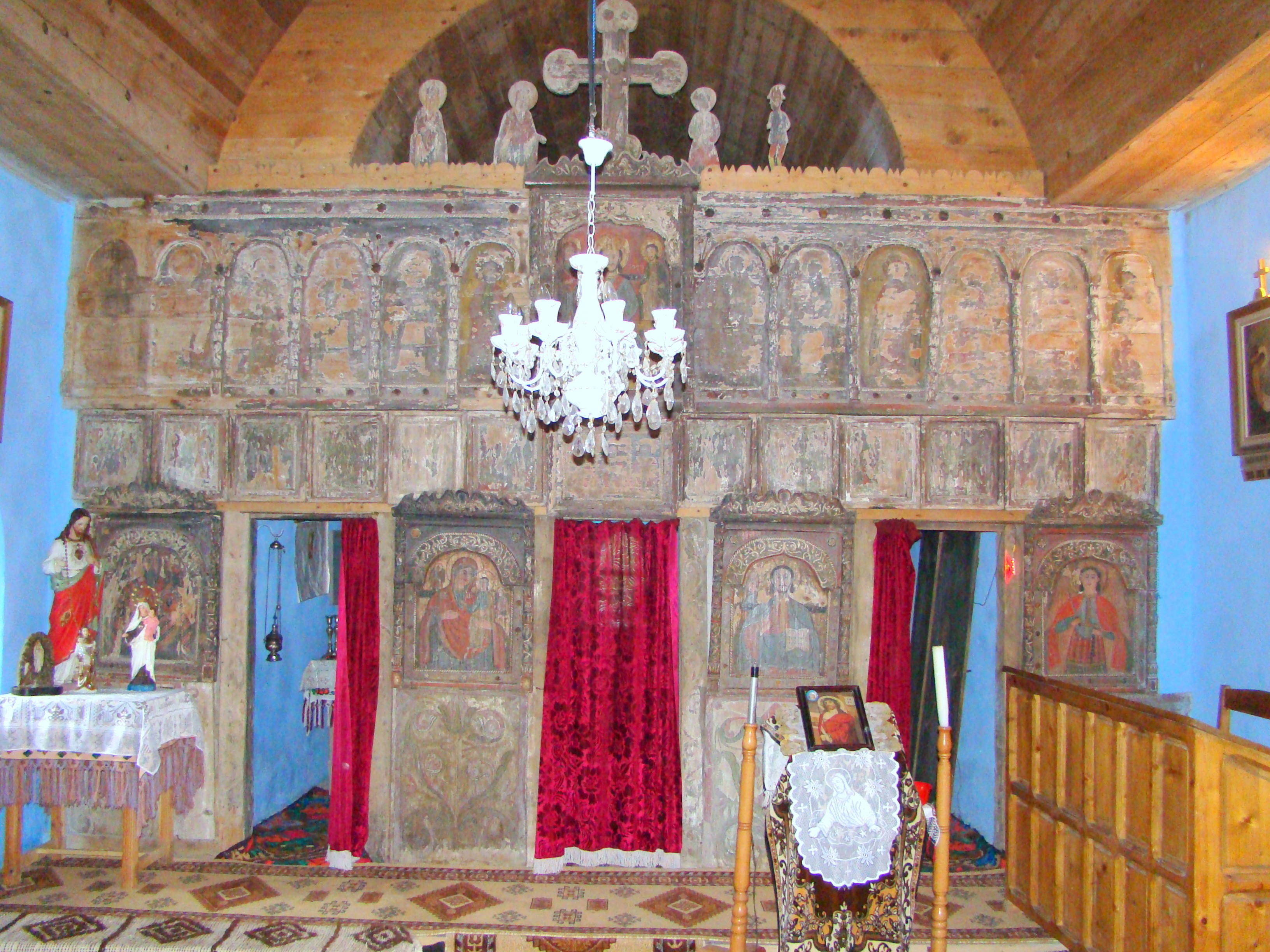
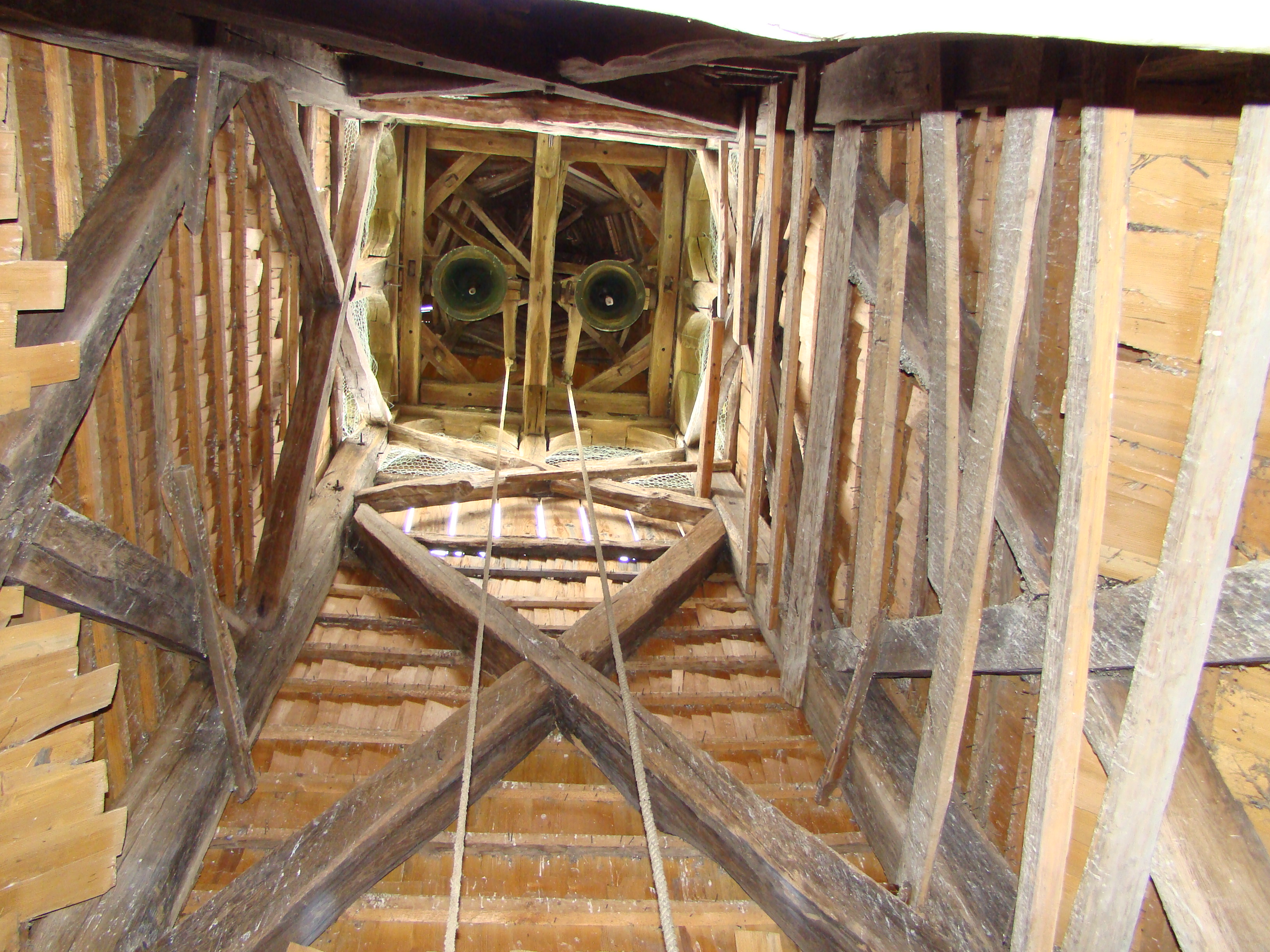
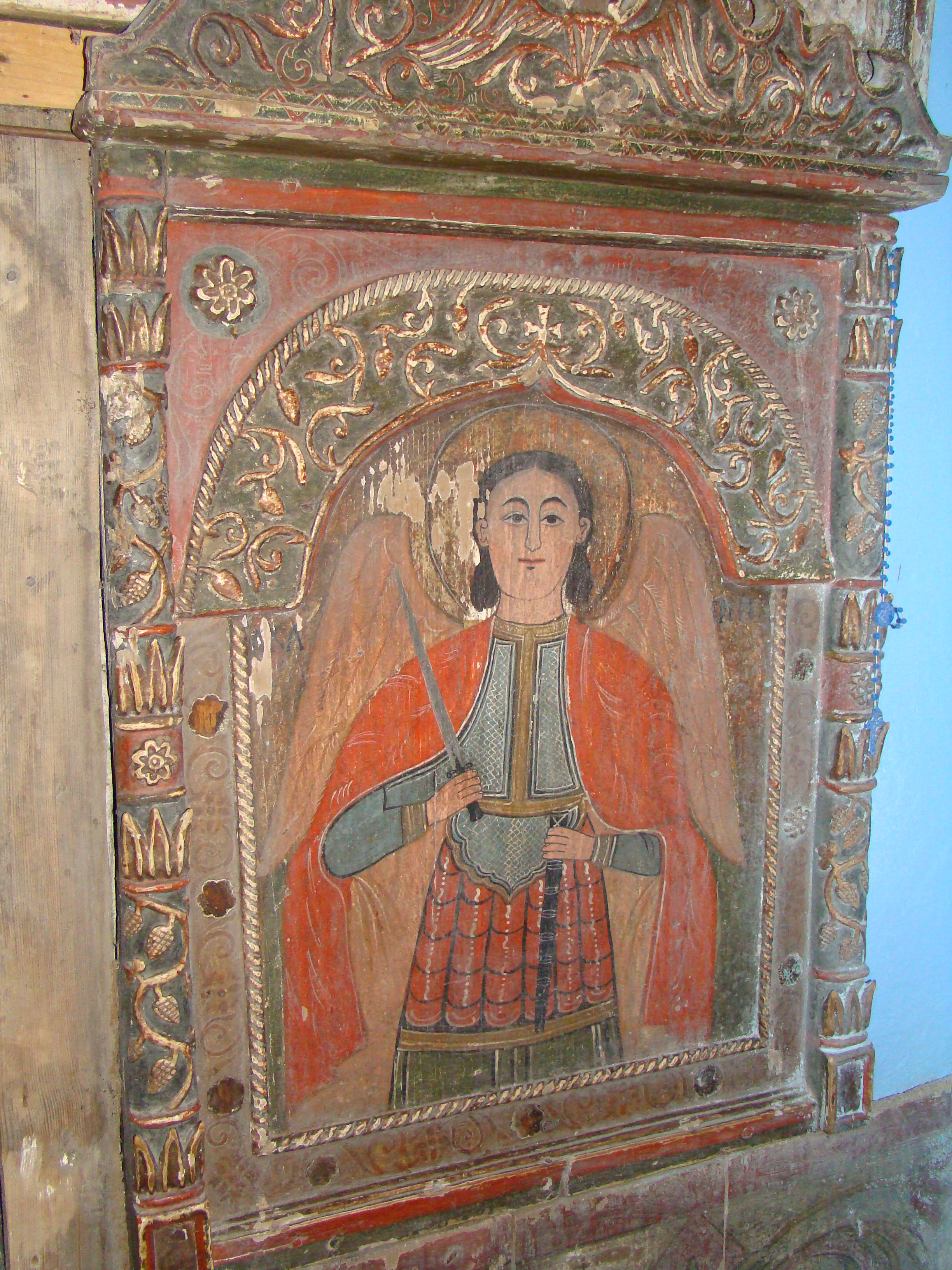
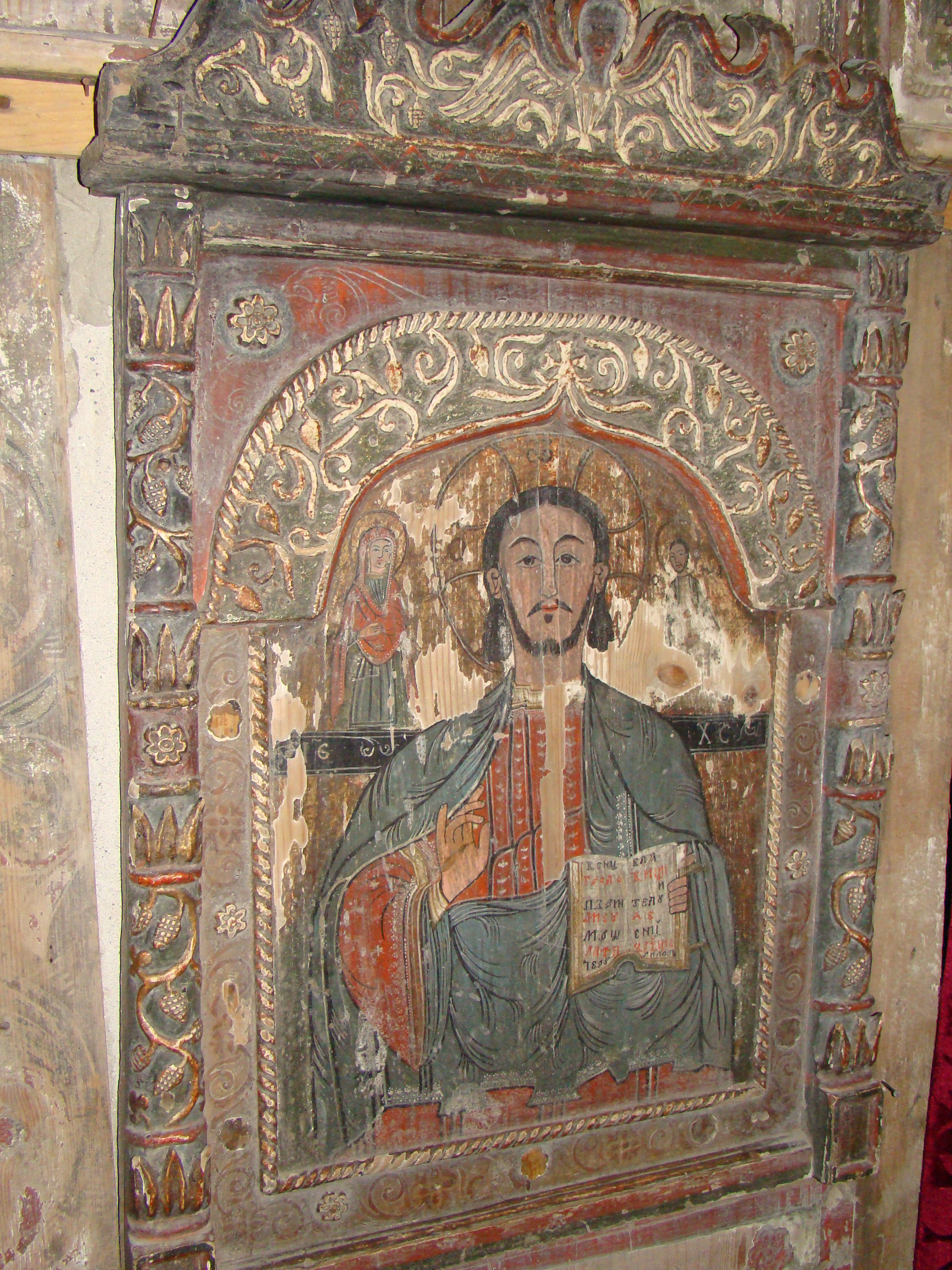
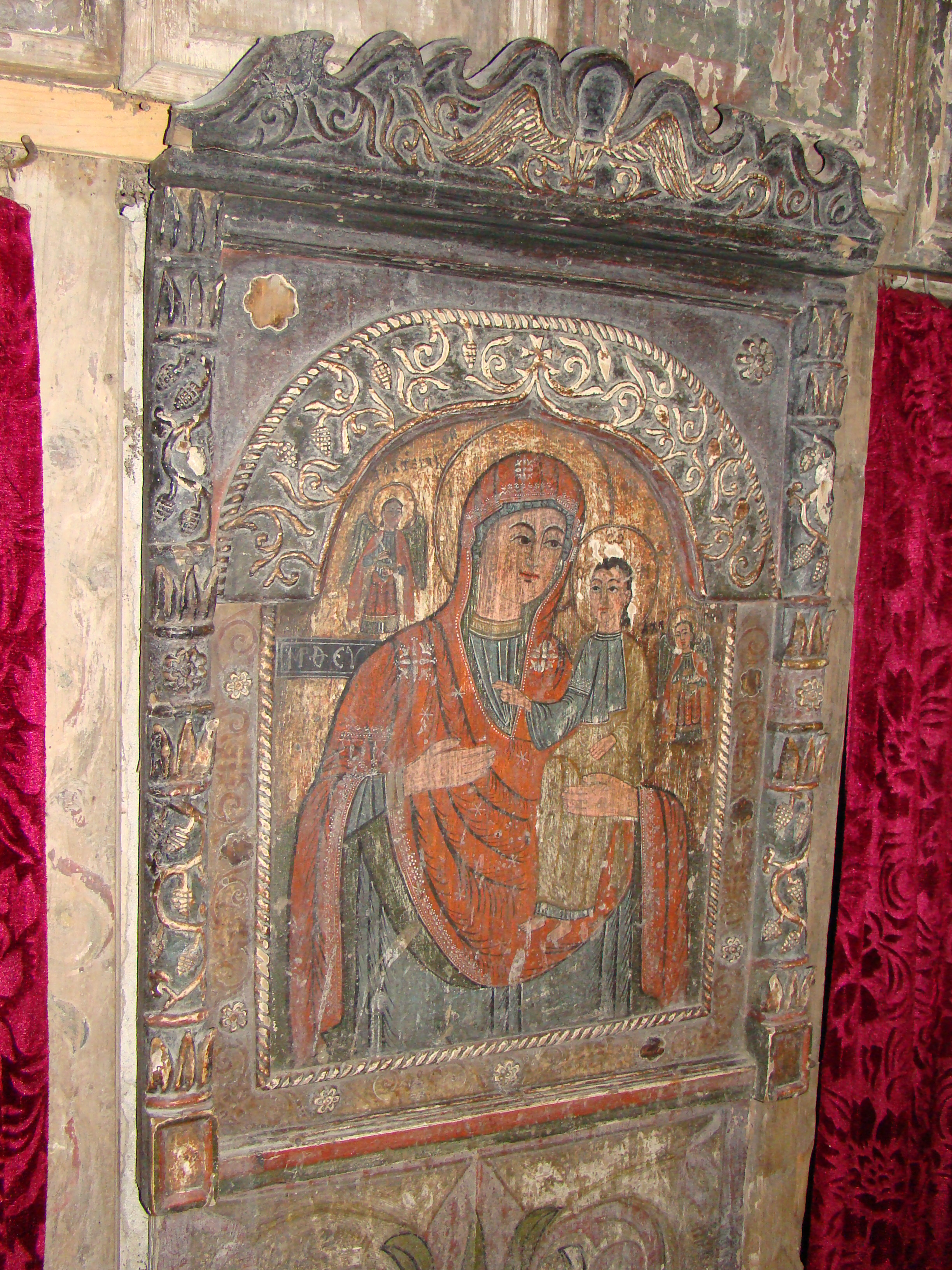
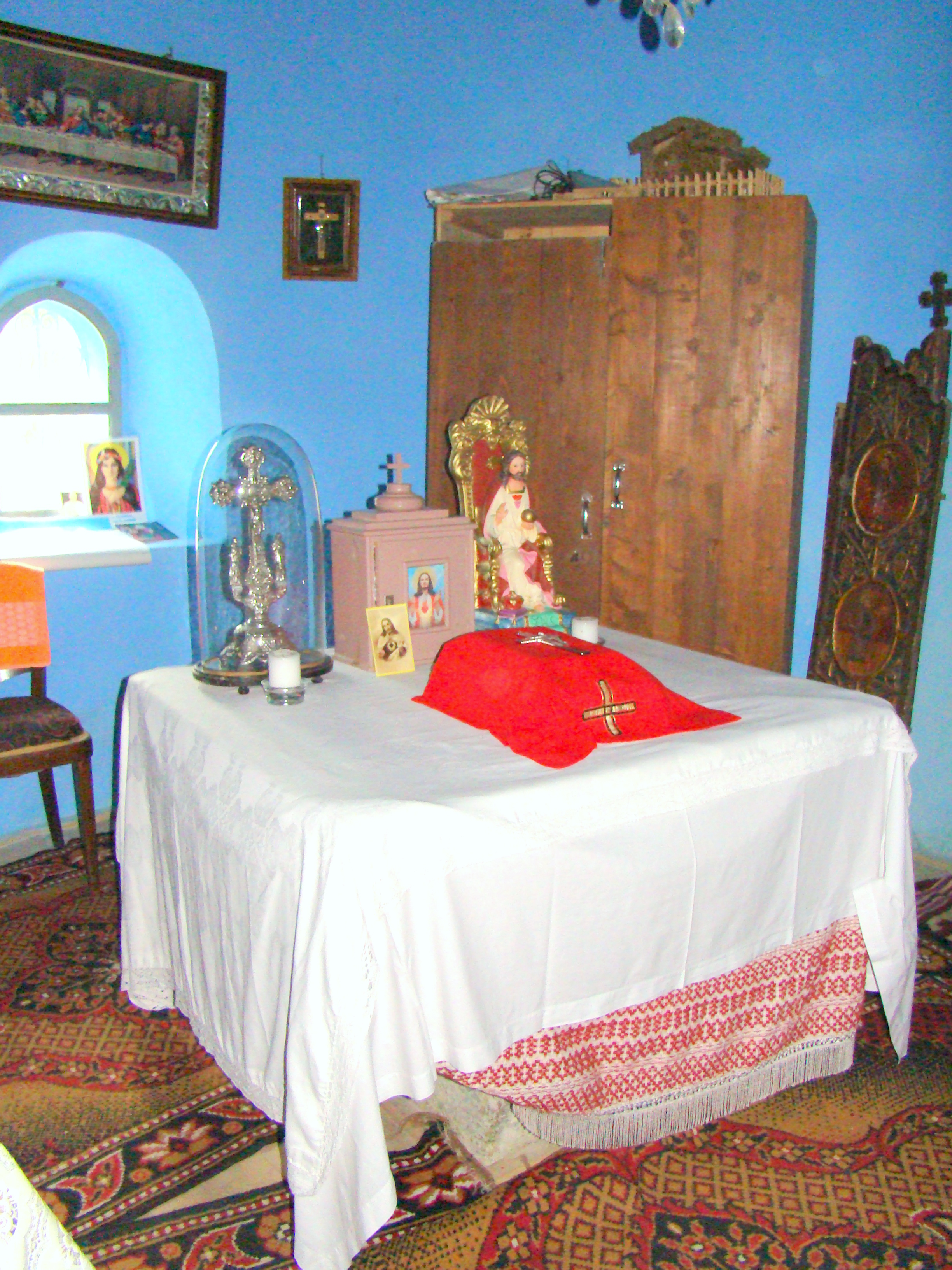
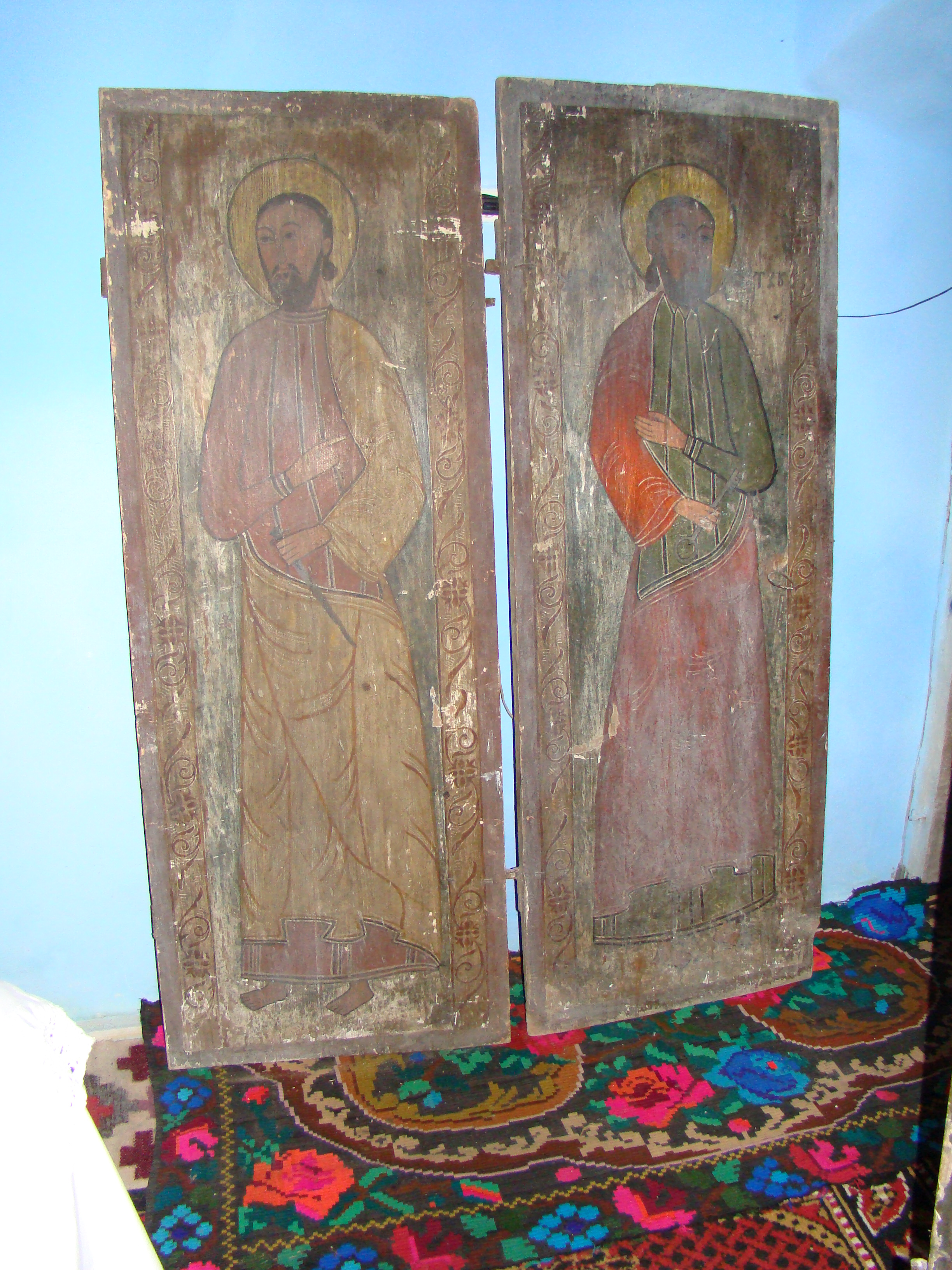
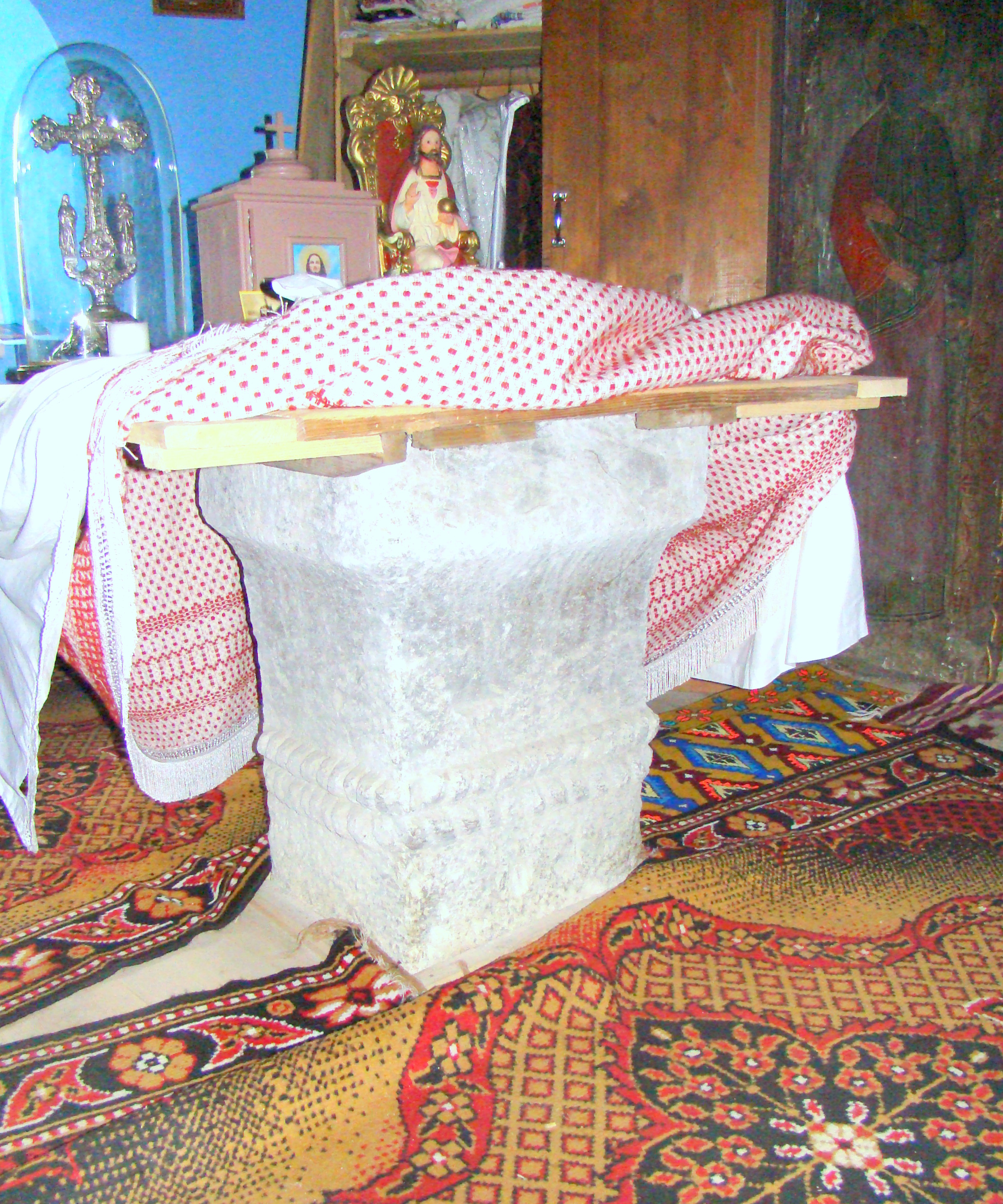

## Imagini din exterior

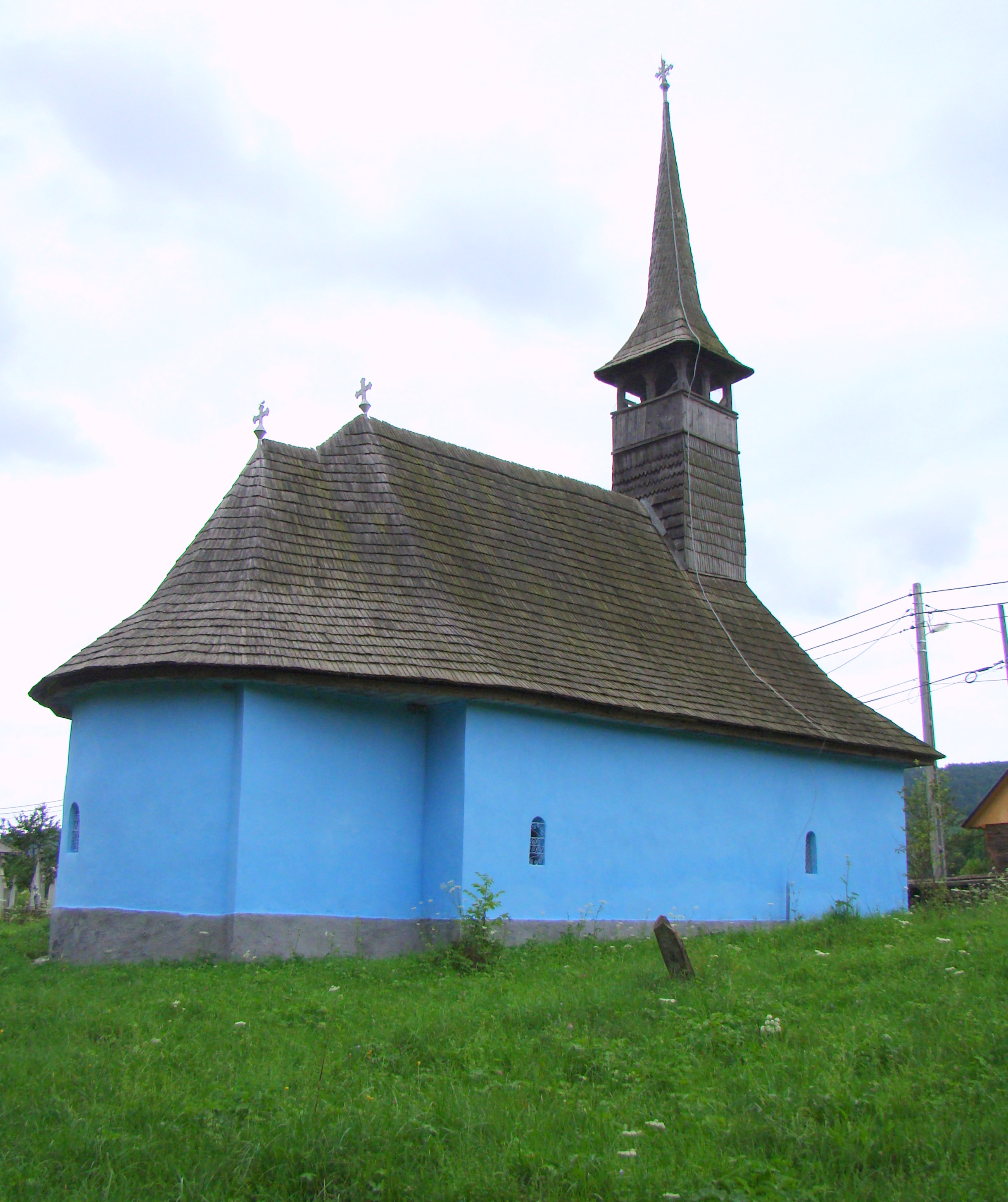
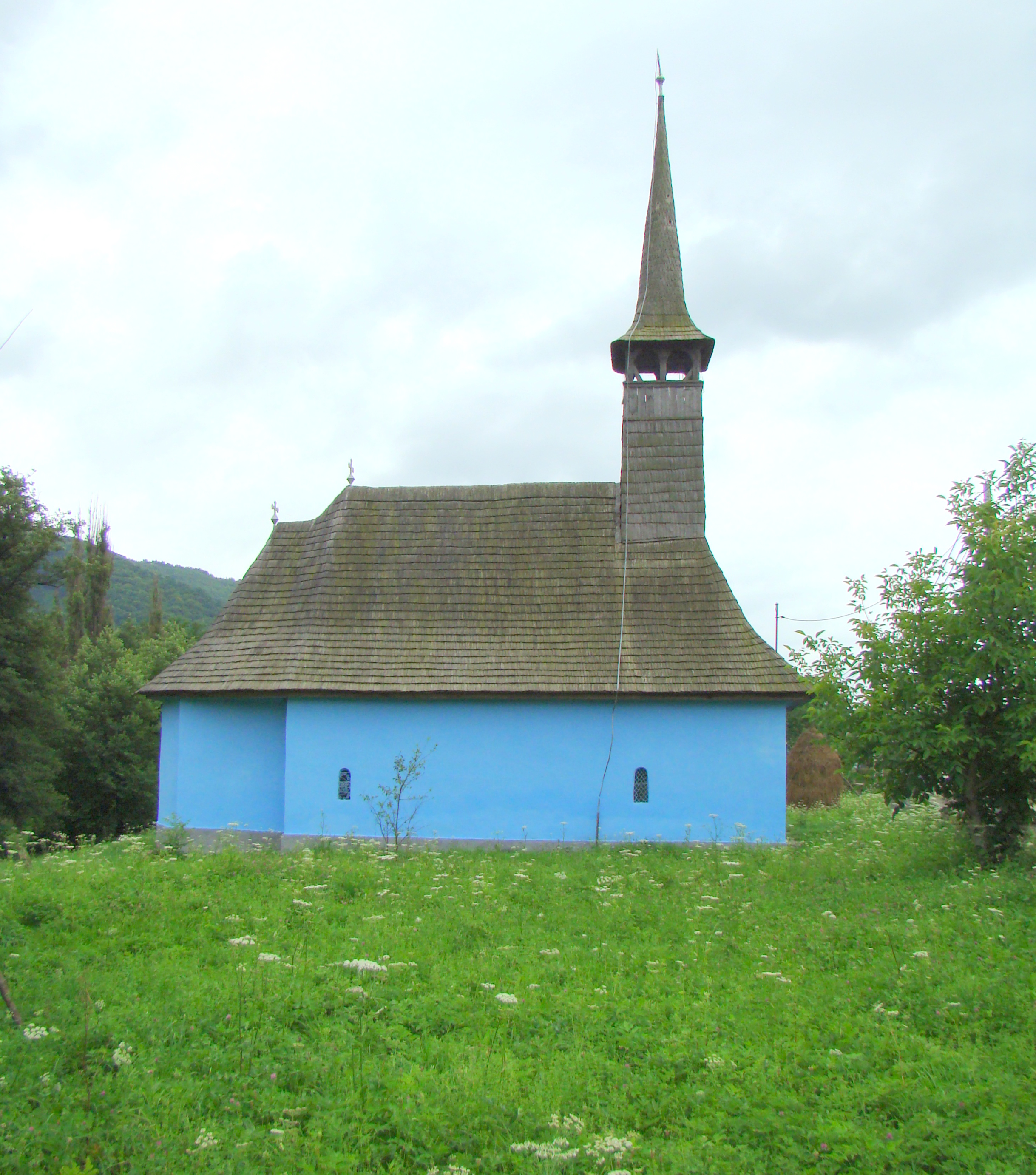
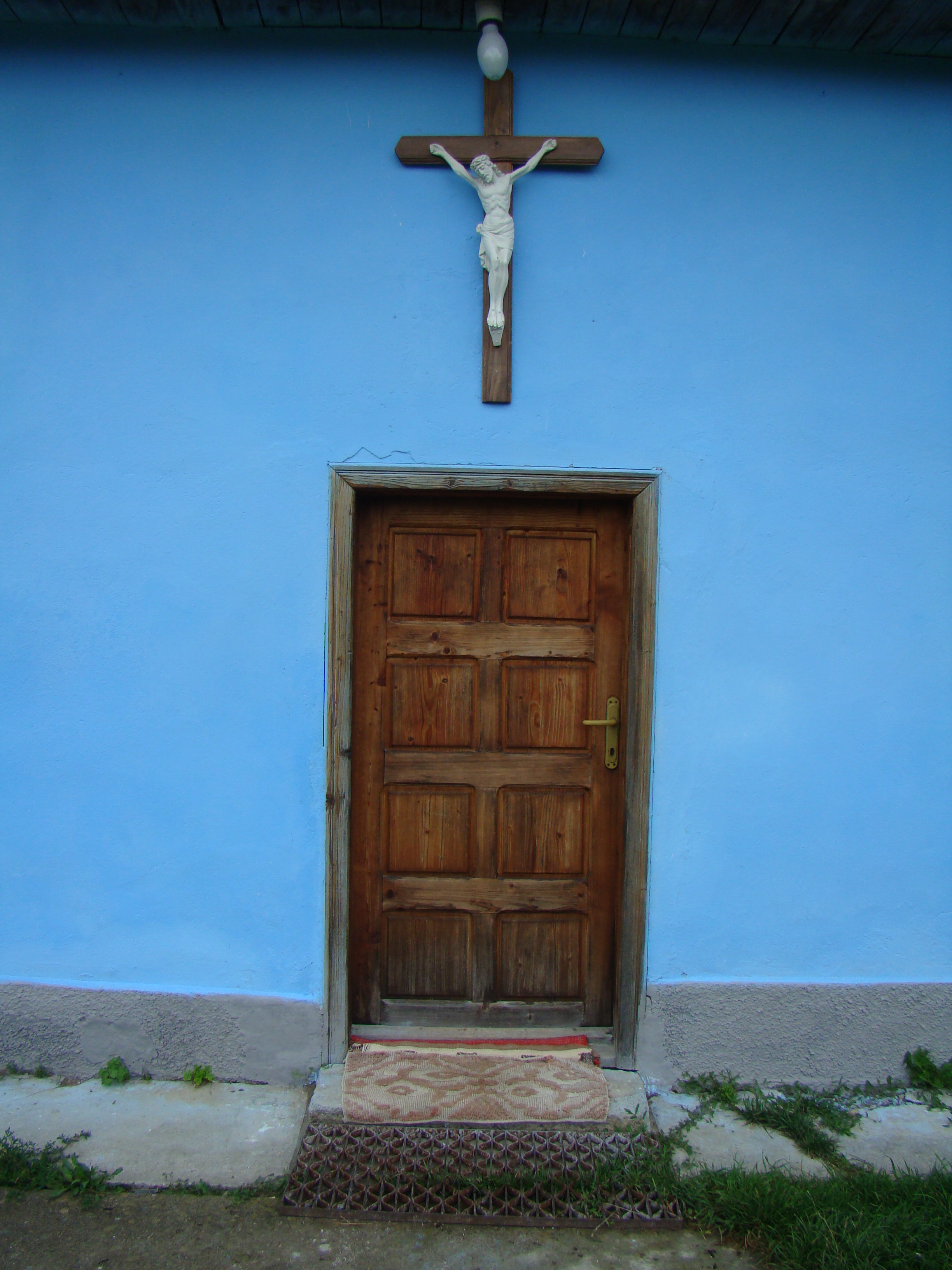
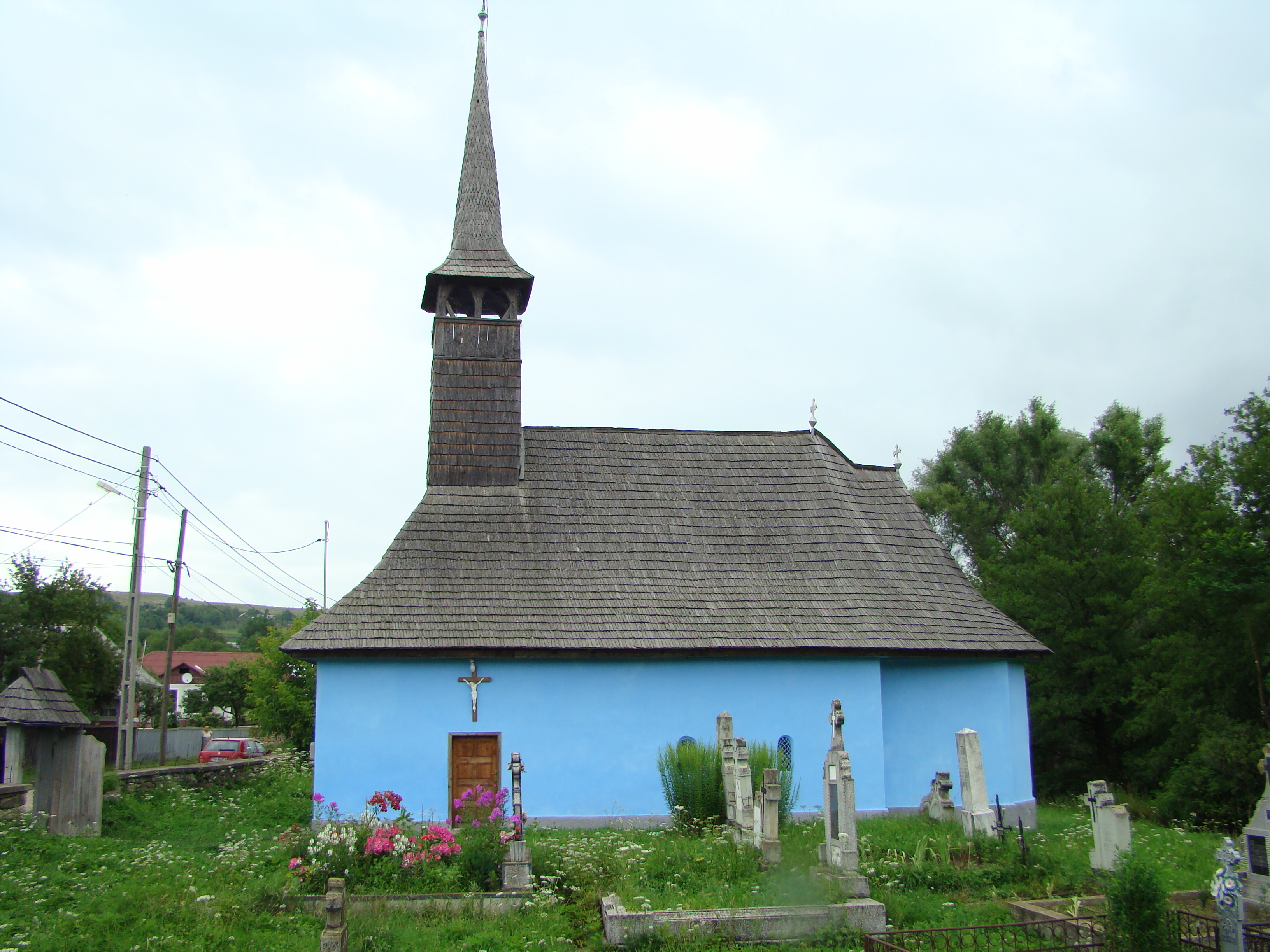
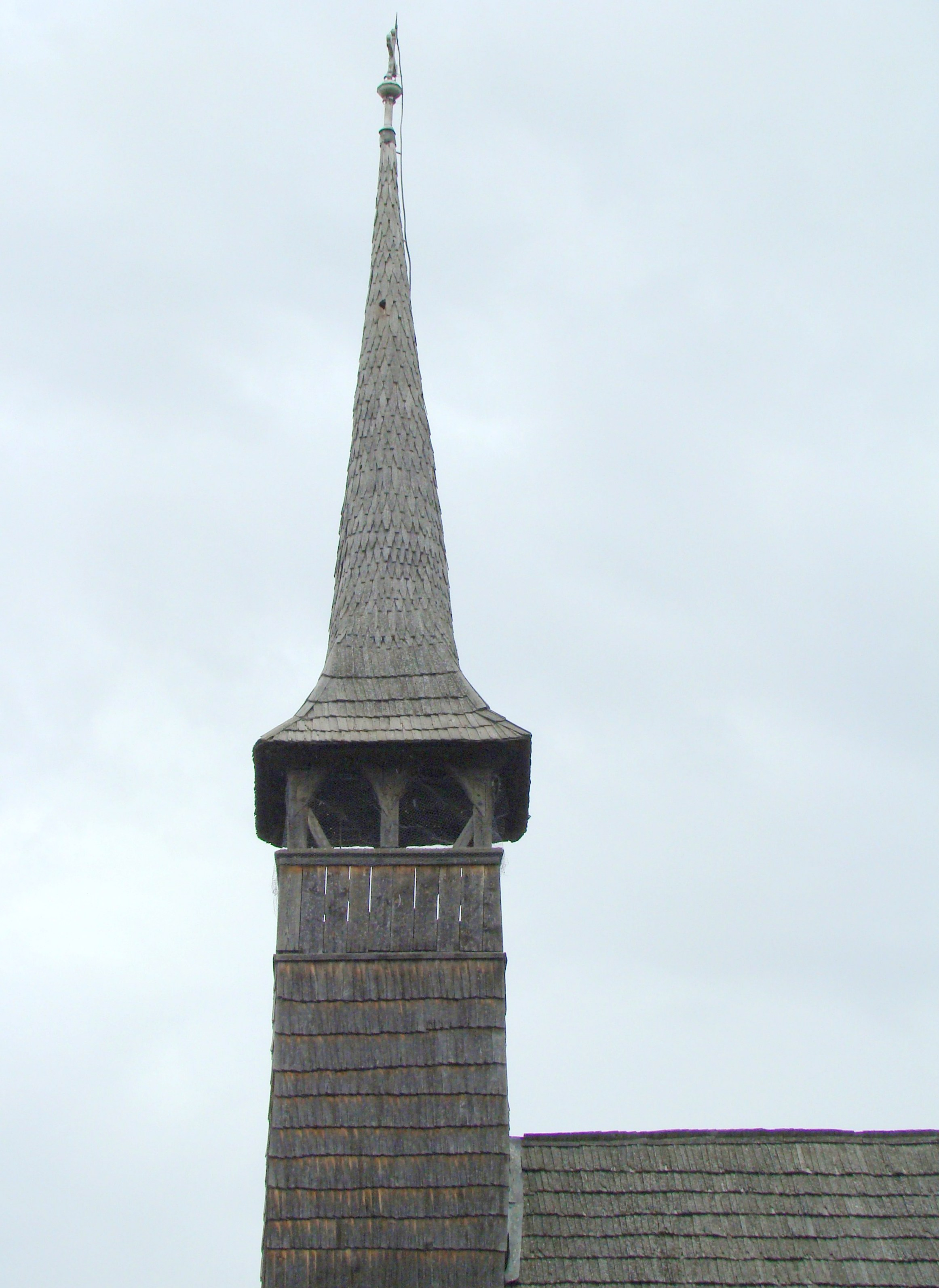
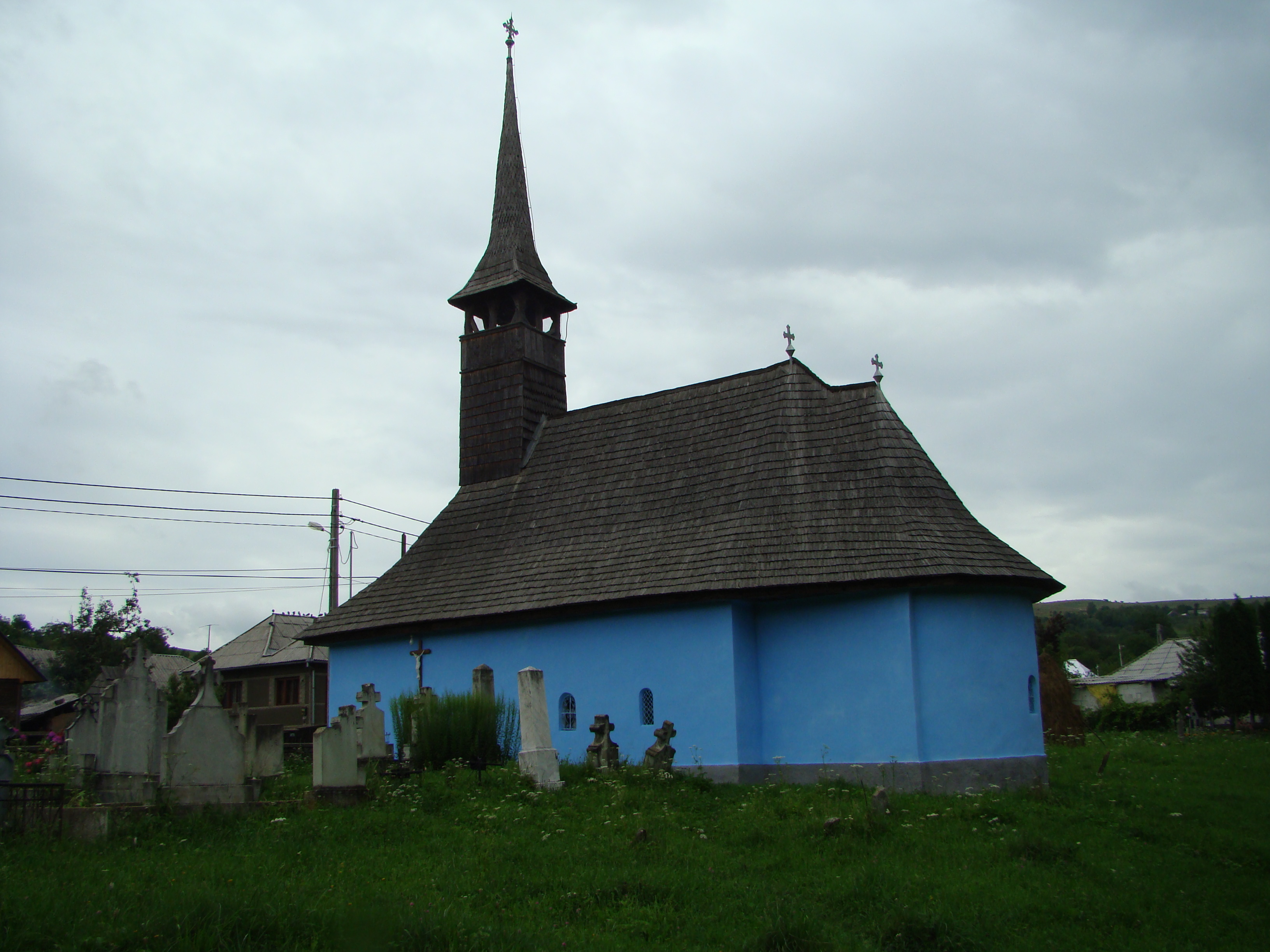
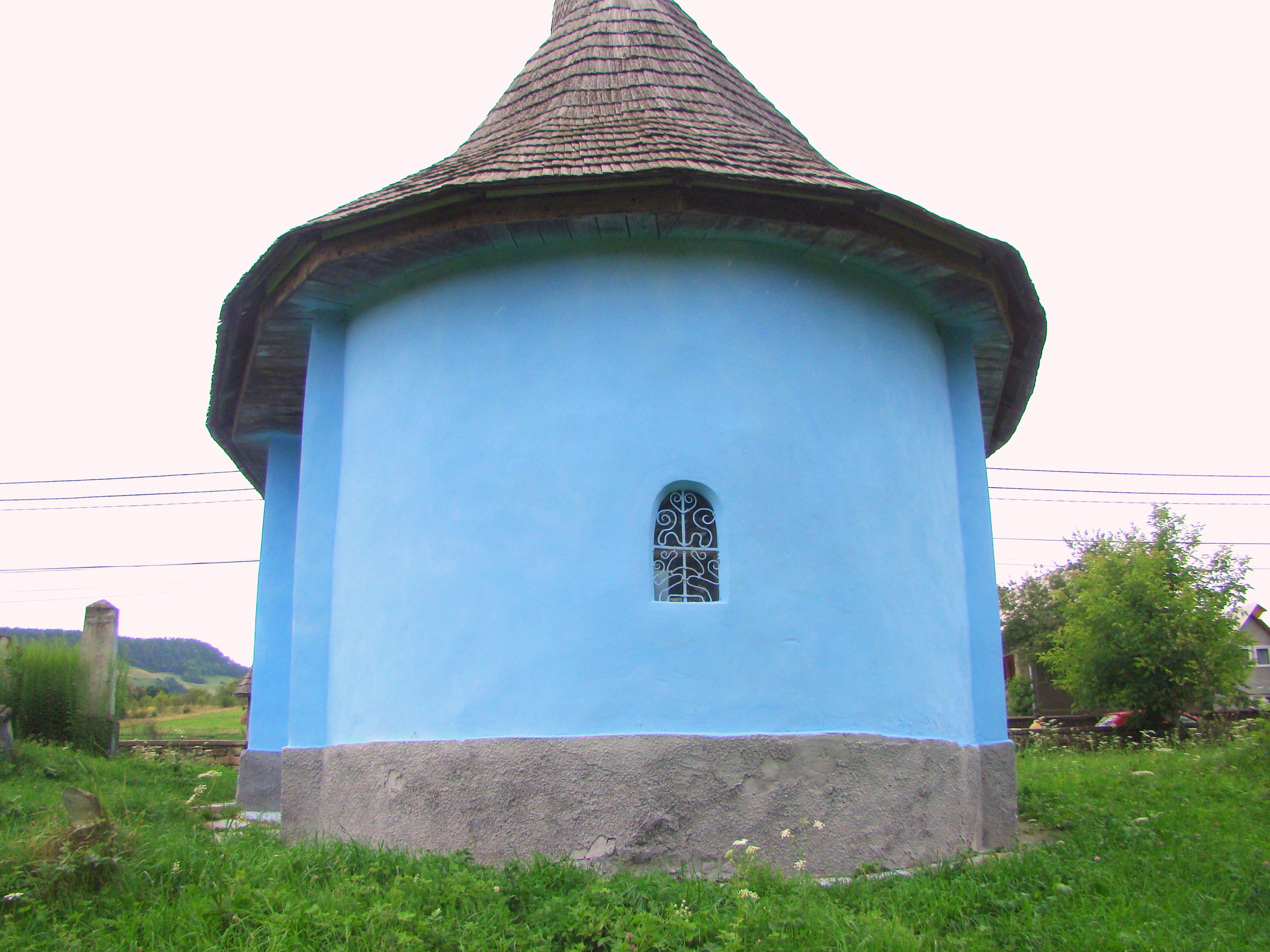